# Autran Dourado
Waldomiro Freitas Autran Dourado, né le 18 janvier 1926 à Patos de Minas et mort le 30 septembre 2012 à Rio de Janeiro, est un écrivain brésilien.

## Biographie
Son Minas Gerais natal dans la première moitié du XXe siècle est le lieu privilégié où se déroulent les récits d'une grande partie de ses œuvres caractérisées par une recherche formelle et l'usage de mots rares ou de néologismes.
Il reçoit le prix Jabuti en 1982 et le prix Camões en 2000.

## Œuvre

### Romans
- Teia (1947)
- Sombra e Exílio (1950)
- Tempo de Amar (1952)
- A Barca dos Homens (1961) Publié en français sous le titre La Barque des hommes, traduit par Jean-Jacques Villard, Paris, Éditions Stock, 1967, 288 p. (BNF 32985764)
- Uma Vida em Segredo (1964)
- Ópera dos Mortos (1967) Publié en français sous le titre L’Opéra des morts, traduit par Jacques Thiériot, Paris, Éditions du Seuil, 1986, 249 p.  (ISBN 2-02-009338-3)
- O Risco do Bordado (1970) Publié en français sous le titre Le Portail du monde, traduit par Geneviève Leibrich et Nicole Biros, Paris, Éditions Métailié, coll. « Bibliothèque brésilienne », 1994, 237 p.  (ISBN 2-86424-171-4)
- Os Sinos da Agonia (1974) Publié en français sous le titre La Mort en effigie, traduit par Geneviève Leibrich et Nicole Biros, Paris, Éditions Métailié, coll. « Bibliothèque brésilienne », 1988, 320 p.  (ISBN 2-86424-056-4)
- Novelário de Donga Novaes (1976)
- A Serviço del-Rei (1984)
- Lucas Procópio (1985)
- Um Cavalheiro de Antigamente (1992)
- Ópera dos Fantoches (1994)
- Confissões de Narciso (1997)
- Monte da Alegria (2003)

### Recueils de nouvelles et contes
- Três histórias na praia (1955)
- Nove histórias em grupos de três (1957)
- Violetas e caracóis (1987)
- Melhores contos (2001)
- O senhor das horas (2006)
- Armas & Corações (1978)
- As Imaginações Pecaminosas (1981)

### Essais
- A glória do oficio. Nove histórias em grupo de três (1957)
- Uma poética de romance (1973)
- Uma poética de romance: matéria de carpintaria (1976)
- O meu mestre imaginário (1982)
- Um artista aprendiz (2000)
- Breve manual de estilo e romance (2003)

### Mémoires
- Gaiola aberta (2000)